# Glinka, West Pomeranian Voivodeship
Glinka [ˈɡlinka] (Glienke của Đức) là một ngôi làng thuộc khu hành chính của Gmina Bobolice, thuộc quận Koszalin, West Pomeranian Voivodeship, ở phía tây bắc Ba Lan. Nó nằm khoảng 11 kilômét (7 mi) phía tây bắc Bobolice, 27 km (17 mi) về phía đông nam Koszalin và 140 km (87 mi) về phía đông bắc của thủ đô khu vực Szczecin.
Trước năm 1945, khu vực này là một phần của Đức. Đối với lịch sử của khu vực, xem Lịch sử của Pomerania.
Làng có dân số 19 người.